# Gare de Romanèche-Thorins
Gare de Romanèche-Thorins – przystanek kolejowy w Romanèche-Thorins, w departamencie Saona i Loara, w regionie Burgundia-Franche-Comté, we Francji.
Został otwarty w 1854 przez Compagnie du chemin de fer de Paris à Lyon (PL). Obecnie jest przestankiem kolejowym Société nationale des chemins de fer français (SNCF), obsługiwanym przez pociągi TER Bourgogne.